# Metallochlora neomela
Metallochlora neomela är en fjärilsart som beskrevs av Edward Meyrick 1889. Metallochlora neomela ingår i släktet Metallochlora och familjen mätare. Inga underarter finns listade i Catalogue of Life.